# Левников, Николай Владиславович
Николай Владиславович Левников (род. 15 мая 1956, Пинск, Брестская область) — футбольный судья международной категории, а также Президент Коллегии футбольных арбитров России. В 2006 году отправлен в отставку из-за скандала в Коллегии.

## Биография
С 1984 года Левников начал судить матчи первого и второго дивизиона Чемпионата СССР. С 30 октября 1990 года судья всесоюзной категории, с 1992 года — международной. Юношеский чемпионат Европы 1994 года в Ирландии стал первым международным турниром для арбитра.
В 1996 году Левников судил уже турнир высшего уровня — Чемпионат Европы 1996 в Англии (групповой матч Турция — Дания). А уже через год обслуживал матчи Кубка конфедераций в Саудовской Аравии.
Главный арбитр первого матча финала Суперкубка УЕФА 1996 года между командами «Пари Сен-Жермен» и «Ювентус» (1:6) на стадионе Парк де Пренс, Париж.
В 1998 году Левников дебютировал на Чемпионате мира. Отсудив матч Бразилия — Марокко, он получил отрицательные оценки. Больше на чемпионате Левников не судил.
В активе Левникова также множество матчей еврокубков. Общее число международных игр — 71. В высшей лиге чемпионатов СССР (1989-91) и России (1992—2001) в качестве главного арбитра провел 155 матчей, а также одну игру в качестве ассистента в 1993 году. С 2001 года — инспектор УЕФА, в роли которого работал на финальной стадии чемпионата Европы 2004 года, финале Кубка УЕФА 2004 года, а также финальной стадии чемпионата мира 2006.
С декабря 2001 года по август 2006 года — президент Коллегии футбольных арбитров РФС.
В 2007 году основал Академию спортивного арбитра — первую в России организацию, в которой началось обучение желающих стать футбольными арбитрами.
Был членом оргкомитета Кубка РЖД — нового турнира, который прошёл в Москве с 3 по 5 августа 2007 года.
В 2008—2009 годах — глава департамента судейства и инспектирования Федерации Футбола Казахстана.
Сын Кирилл — футбольный судья.